# Chebekino
Chebekino (en russe : Шебекино) est une ville de l'oblast de Belgorod, en Russie, et le centre administratif du raïon de Chebekino. Sa population s'élevait à 40 870 habitants en 2020.

## Géographie
Chebekino est arrosée par la rivière Nejegol et se trouve à 31 km au sud-est de Belgorod et à 596 km au sud de Moscou

## Histoire
À proximité de la ville actuelle, est bâtie en 1654 la forteresse Nechegolsk de Belgorod, le long de ce qui est à l'époque la ligne de défense de la frontière sud de l'Empire russe. La sloboda Chibekina est fondée en 1713 et reçoit le nom d'un fonctionnaire de l'administration locale et propriétaire foncier, le lieutenant-colonel Ivan Chibeko. L'orthographe du nom évolue ensuite en Chebekina. Au XIXe siècle, le village appartenait au lieutenant-général Alexei Rehbinder, issu d'une famille noble germano-balte originaire de Westphalie. Chebekina connaît alors un certain essor grâce à la création d'une raffinerie de sucre en 1839. En 1928, la localité devient un centre administratif de raïon et reçoit en 1938 le statut de ville ainsi que son nom actuel. Pendant la Seconde Guerre mondiale, Chebekino est occupée par la Wehrmacht le 14 juin 1942 et reprise par le front de Voronej de l'Armée rouge le 9 février 1943. Autour de 1970, plusieurs localités environnantes (Oustinka, Titovka, Logovoïe) sont incorporées à Chebeniko, de sorte que le nombre d'habitants augmente fortement.
Lors de l'invasion de l'Ukraine par la Russie depuis 2022, de nombreux bombardements en juin 2023 font fuir la population vers Belgorod,.

## Population
La situation démographique de Chebekino s'est détériorée au cours des années 1990. En 2001, son taux de natalité était de 7,6 pour mille, son taux de mortalité s'élevait à 16 pour mille et le solde naturel accusait un déficit de 8,4 pour mille.
Recensements ou estimations de la population :
| 1926* | 1939* | 1959*  | 1970*  | 1979*  | 1989*  |
| ----- | ----- | ------ | ------ | ------ | ------ |
| 1 382 | 9 400 | 13 907 | 25 956 | 39 538 | 44 552 |

| 2002*  | 2010*  | 2013   | 2014   | 2015   | 2016   |
| ------ | ------ | ------ | ------ | ------ | ------ |
| 45 119 | 44 277 | 43 786 | 43 585 | 43 331 | 42 903 |

| 2017   | 2018   | 2019   | 2020   | - | - |
| ------ | ------ | ------ | ------ | - | - |
| 42 465 | 41 934 | 41 336 | 40 870 | - | - |

## Économie
La principale entreprise de Chebekino est la société OAO Zavod Moiouchtchikh Sredstv (ОАО Завод моющих средств), qui fabrique des détergents synthétiques. Le musée de Chebekino.